# FR火球式戰鬥機
瑞安FR火球式戰鬥機（英語：Ryan FR Fireball）是由雷恩航空公司設計的混合動力戰鬥機。 這是美國海軍第一架裝有噴射發動機的飞機。在1945年8月日本投降之前只製造出66架。FR-1火球僅裝備一個航空中隊，在第二次世界大戰結束之前沒有參加戰鬥。各種問題表明，這種飛機缺乏在航空母艦上進行操作所需的結構強度，並於1947年中期退役。

## 設計與開發
FR-1的設計始於1943年，由海軍少將約翰·S·麥凱恩提倡的一種混合動力戰鬥機的提議，因為早期的噴射發動機加速度緩慢，被認為不安全且不適合航母作戰。瑞安航空工業於1943年2月11日獲得三架XFR-1原型機和一個用於靜態測試機身的訂單，其中前兩個原型機在14個月內交付。1943年12月2日獲得第一批100架飛機的訂單，1945年1月31日又增加訂單，將訂購的FR-1總數增加到700架。
XFR-1是前三點式起落架的單座單翼飛機。裝有一個1,350馬力（1,010千瓦）的萊特R-1820-72W旋風型活塞式發動機在戰鬥機的機頭，而另一個1,600磅力（7,100 N）的通用電氣I-16（後來更名為J-31）渦輪噴射發動機安裝在戰鬥機的後機身。它由安裝在機翼根部的兩個進氣道供氣，這意味著機翼必須相對較厚才能容納進氣管和向外縮回的主起落架。為了簡化燃油系統，兩個引擎都使用同款的燃油。機身中裝有兩個自密封式燃油箱，一個為130美制加侖（490公升； 110英制加侖），另一個為50美制加侖（190公升； 42英制加侖）。駕駛艙位於機翼前緣的正前方，座艙配備一個氣泡座艙蓋，使其能見度極佳。 XFR-1也是海軍艦載機中的第一個層流翼型飛機。
火球式裝備四挺.50英寸（12.7毫米）M2白朗寧機槍，每槍配備300發子彈。它們安裝在機翼的中央部分，緊靠噴射發動機進氣口的外側。機翼外側下方可掛載四枚5英寸（127毫米）火箭彈，機翼中央部分下方設有兩個硬點掛架（Hardpoint），可掛載1,000磅（454公斤）炸彈或100美制加侖（380升； 83英制加侖）的可拋棄式副油箱。在飛行員座位的前後，以及機油冷卻器外都裝有裝甲防護板。

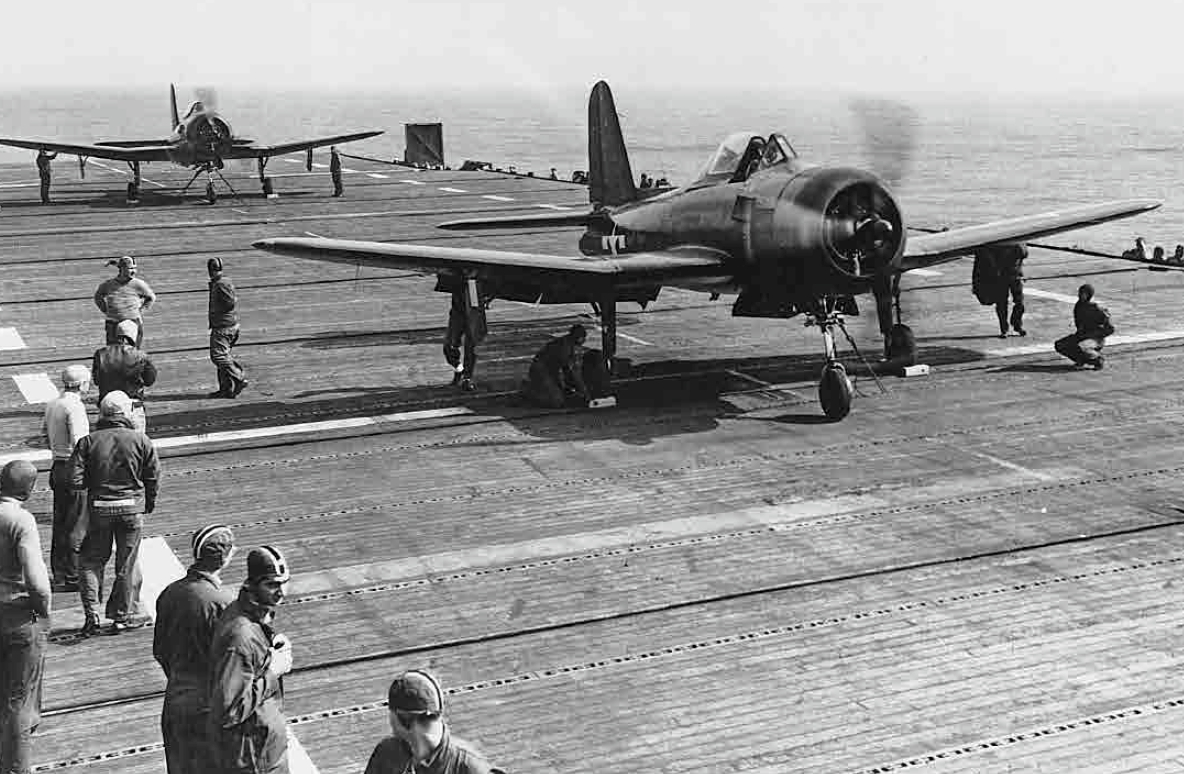
FR-1在遊騎兵號航空母艦上測試，1945年5月

第一架XFR-1於1944年6月25日首飛，當時還沒有配備噴射發動機，但是不久之後就加裝了。第二架原型機於1944年9月20日首飛。風洞試驗表明缺乏縱向穩定性，原因是飛機的重心被誤算。此外，FR-1的圓形後機身比F4F野貓式的平板式機身穩定性更低，後者被用作穩定性計算的模型。設計新的裝有垂直穩定器和水平穩定器的機尾，並將其改型為原型機。最初的道格拉斯的原型機配備的雙槽襟翼在飛行測試中被證明是不令人滿意的，但是在用單槽襟翼代替之前，所有這三架原型機和前14架生產型飛機都是配備的雙槽襟翼。
1944年10月13日，第一架原型機在北島海軍航空站墜毀，調查顯示，機翼結構的強度不足以承受巨大的壓縮力。之後通過使外翼板上的鉚釘數量增加一倍來解決此問題。 1945年3月25日，第二架原型機墜毀，當時飛行員未能從35000英呎的過載中恢復過來，這很可能也是由於壓縮力的影響。第三架原型機於4月5日墜毀，當時該飛機在林德伯格機場高速飛行時爆炸。
帕圖克森航空站的海軍航空測試中心的運行測試包括艦載機可接受性測試，發現其他問題：活塞發動機溫度過高，直到安裝電動風門片為止，必須把飛機彈射器的固定鉤移位，並且必須將前輪的減震器撐桿加長。
1945年1月上旬，FR火球式在戰馬號護航航空母艦（CVE-30）開始航母適應性測試。該飛機使用活塞發動機成功進行5次彈射器起飛，同時使用兩個發動機成功進行3次起飛。航母測試時沒有任何問題報告。
FR-1火球進一步發展為XFR-2，它使用1,425hp（1,060kW）的萊特 R-1820-74W來代替-72W。只有FR-1的機體被轉換為這種配置。沒有為下一個提議的變體FR-3製造原型機，該飛機將計劃使用通用電氣I-20渦輪噴氣發動機。戰爭結束後，這兩個項目都被取消。最快的型號是XFR-4，它配備西屋J-34渦輪噴射發動機，比FR-1快約100英里/小時（160公里/小時）。渦輪噴射發動機的進氣口從機翼根部移至機翼前方的機身；當飛機僅使用其活塞發動機飛行時，它的電動風門片會關閉進氣口以減輕阻力。火球的機身加長了8英吋（203公厘），以適應更大的發動機，並且還移除容納進氣口的延伸翼根。 XFR-4旨在用作XF2R黑鯊上的渦輪噴射發動機的試驗臺，XF2R黑鯊是最終的變體。活塞發動機被替換為通用電氣渦輪螺旋槳發動機，但只製造1架原型機。
1943年12月2日，海軍訂購100架FR-1，1945年1月又增加訂購1000架。所有合約都取決於飛機是否成功完成在航母起飛降落試驗。到1945年11月，由於日本投降取消1,044架FR-1的訂購，最終只建成66架火球式戰鬥機。

## 历史

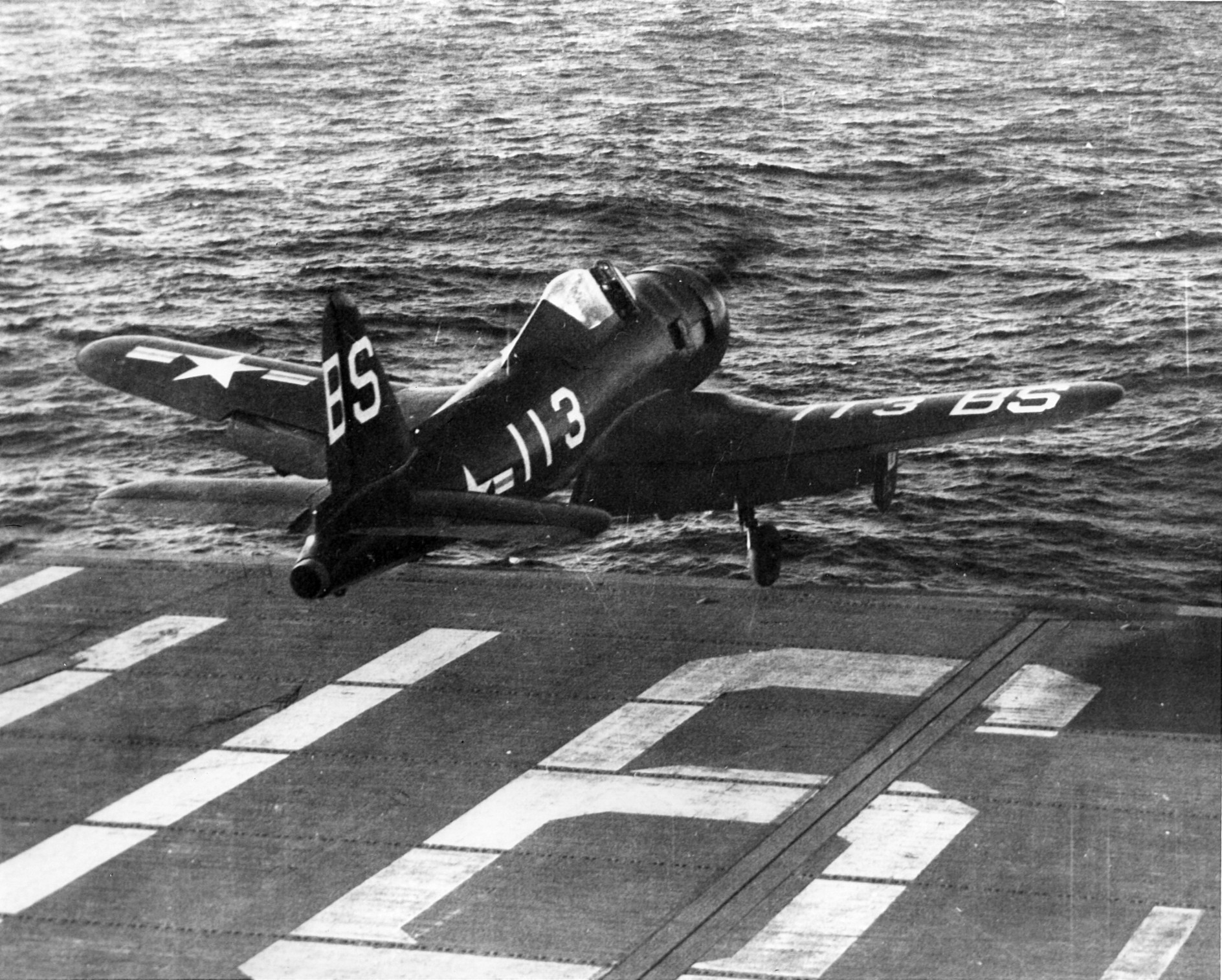
一架FR-1从巴东海峡号护航航空母舰（CVE-116）上起飞, 1947年

VF-66中隊在1945年3月得到第一架火球式，但他們從未參加戰鬥。 5月1日，該中隊的三架火球式被裝載在遊騎兵號上，並讓七名飛行員駕駛它們，但其中兩架戰鬥機在著陸時受到損壞。 一架未能勾住阻攔索而撞上護欄，另一架飛機的前起落架折斷了。 兩個月過後，日本投降。該中隊於10月18日解散，所有飛行員和飛機均轉移至VF-41中队。
1945年11月6日，VF-41的火球式成為第一架以噴射動力降落在航空母艦上的飛機，盡管沒有事先計劃。在FR-1的活塞發動機在最後駛向護航航空母艦威客島號的行動中失敗後，飛行員設法啟動噴射發動機並著陸，這次降落幾乎錯過所有阻攔索，飛機撞上艦上的攔截網。在此期間，該中隊試圖讓其飛行員具備進行航母作戰的資格，但22名飛行員中只有14名通過所需的六次起降。 前三點式起落架著陸失敗時發生了許多事故，但飛行員也負有部分責任，也許是不熟悉前三點式起落架的運作，飛行員們將主輪著艦後應把前鼻輪著地卻把機尾狠狠地撞在甲板上。
該中隊於1946年3月在拜羅克號護航航空母艦上通過航母作戰測試，但前起落架問題持續存在。 製造商為前輪安裝固定鋼叉，但又檢查出機翼部分強度不足，因此飛機不能進行超過5G的機動。 VF-41在1946年發生兩起致命事故。該中隊在1946年11月15日被重新命名為VF-1E。一名少尉在進行射擊練習時與射擊靶相撞並墜入水中。 幾個月後，中隊指揮官的座機機翼斷裂並飛出擊中另一架火球式，兩名飛行員殉職。
VF-1E於1947年3月在巴東海峽號護航航空母艦上進行航母作戰測試，只有八名飛行員成功通過測試，這主要是因為FR-1太脆弱，無法承受來自反復著艦造成的機體損傷。 6月在倫多瓦號護航航空母艦上進行的一次短暫部署期間，一架飛機在硬著陸時一分為二。 隨後對該中隊飛機的檢查顯示出結構損傷的跡象，所有火球式都在1947年8月1日之前退役。
在火球式戰鬥機退役之前，除了保留一些用於修改和測試的示例外，其余的都被報廢。

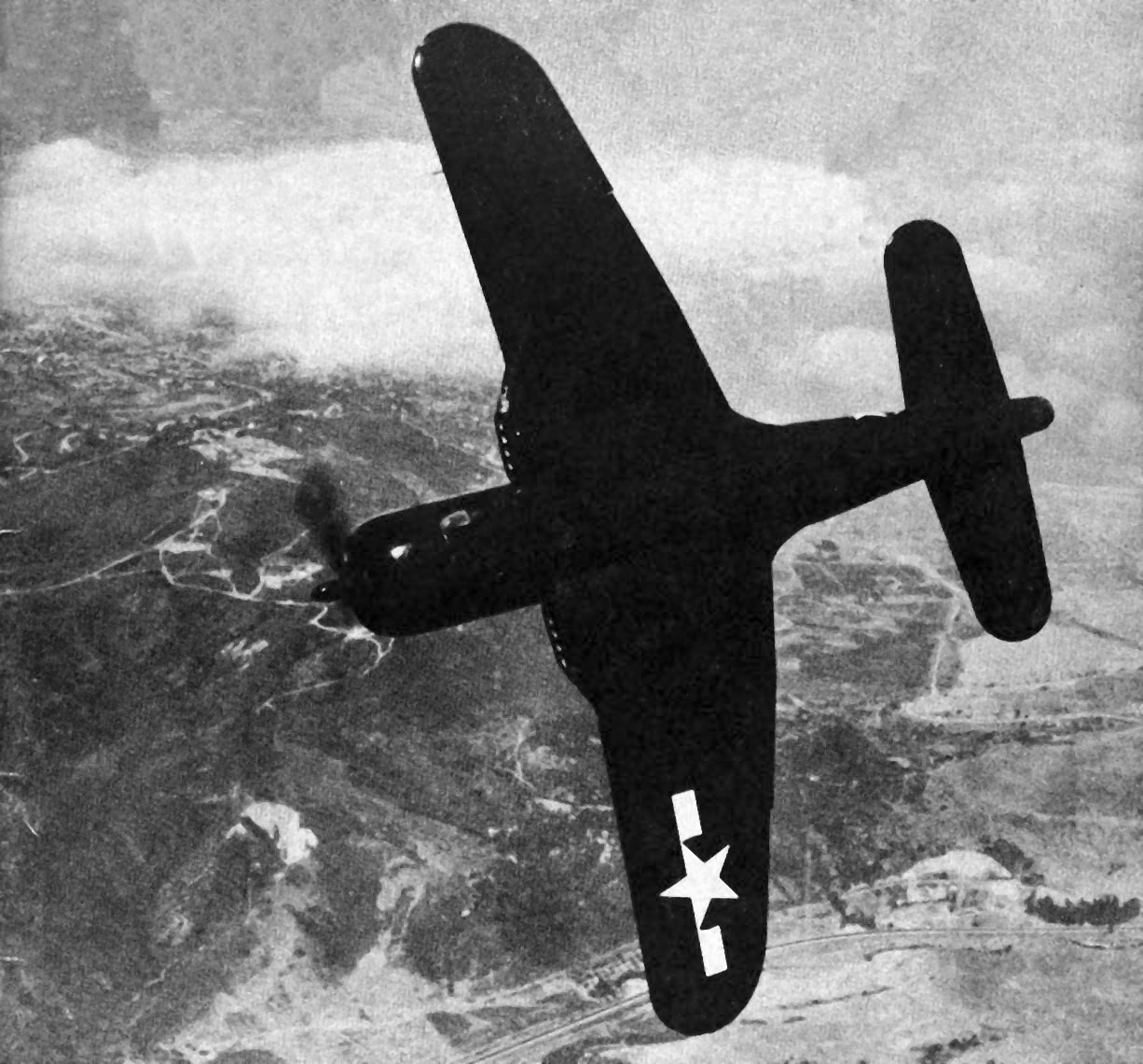
一架屬於VF-66的FR-1的機腹，展示機翼的形狀和機翼根部的進氣口。

## 衍生型
XFR-1
原型機，共建造3架。
FR-1 火球
正式服役型號，共建造66架。
FR-2
活塞發動機更換為萊特R-1820-74W的改型，該型只改造一架。
FR-3
計劃型，噴氣式發動機更換為通用電氣I-20，計劃取消。
XFR-4
噴氣式發動機更換為西屋J34，共建造1架。

## 性能諸元（FR-1）
参考资料：United States Navy Aircraft since 1911and Ryan FR-1 Fireball and XF2R-1 Darkshark
基本信息
- 机组：1人

性能
武器

- 4 × .50 吋 (12.7 mm) M2白朗寧機槍
- 2 × 1,000 磅 (454 kg) 航空炸彈
- 8 × 5-吋 (127 公厘) 火箭彈